# Hieronymus Bosch
Hieronymus Bosch (holland ejtése: [ɦijeːˈɾoːnimʏs ˈbɔs] kb. hijeronimusz bosz; magyaros ejtése hieronimusz bos) vagy Jeroen Bosch (született Jeroen Anthoniszoon van Aken [jəˈrun ɑnˈtoːnɪsoːn vɑn ˈaːkə(n)]; vagy Jheronimus van Aken; ’s-Hertogenbosch vagy Herzogenbusch, 1450 körül – 1516. augusztus 9.) németalföldi festő, a művészettörténet talán legtöbbet vitatott és legtöbbféleképpen értelmezett karaktere. A népes van Aken festőcsaládból származott; egy nála húsz évvel idősebb patriciuslányt vett feleségül. A Németalföld papságának, nemességének és a városi előkelőinek legmagasabb köreivel jó kapcsolatot ápoló Miasszonyunk testvérület tagja volt; megrendelői a testvérek sorából és — kapcsolataikat felhasználva — az udvarból kerültek ki. A testvérület sokszor látta el megbízásokkal, és a csekély tiszteletdíjból érezhető, hogy ezek a munkák inkább felajánlásként készültek.
Festményein főképp az emberi bűnöket, gyengeségeket mutatja be és ostorozza. Alkotásain a szimbolikus alakok és tárgyak olyan összetett, eredeti és fantáziadús ikonográfia részei, amelynek értelme még saját korában is sokszor homályos maradt. Bosch a démonok, félig emberi, félig állati alakokkal és gépekkel ábrázolta az emberi gonoszságot, és ezzel félelmet és zavart keltett. Hosszú évszázadokra feledésbe merült művészete végül a 20. század szürrealista mozgalmainak adott ösztönzést. Művészetét a kutatók kétféleképpen értelmezik. Az egyik iskola szerint Bosch moralista, aki megrettent a saját vízióitól. A másik szerint egy tréfacsináló, akinek festészete korának szatirikus, humoros miniatúráiból táplálkozott. Maró kritikájú műveivel nemcsak a társadalom romlottságát ítélte el, hanem azt is megmutatta, milyen könnyen válik a gyarló ember a gonosz martalékává; ez emeli művészetét magasabb erkölcsi szintre.
Művészetének első igazi követője id. Pieter Bruegel volt, aki teljesen más eszközöket alkalmazott, de azonos erkölcsi igénnyel; ő nem a fantasztikumot dolgozta ki, hanem a morális összetevőket. Dulle Griet című képén letagadhatatlan Bosch hatása, de más képein is találhatunk szó szerint értelmezett, a képi ábrázolás nyelvére lefordított szólásokat, közmondásokat. Anton Corbijn holland fotóművész az 1990-es évek elején Bosch figuráit felhasználva teremtette meg a Depeche Mode Songs of Faith and Devotion című albumának lenyűgöző képvilágát.

## Élete

### Családja

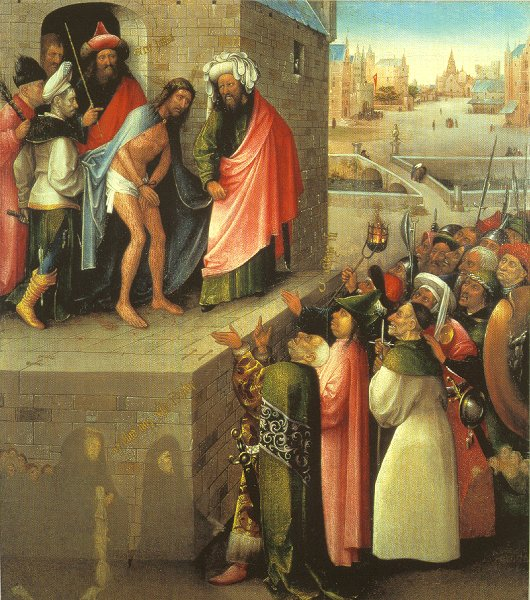
Ecce homo, 1476 után

Hieronymus Bosch a népes van Aken festőcsaládból származott, innen ered valódi neve. Az Aken név arról árulkodik, hogy a család valószínűleg Aachenből származott. A festők négy generációját lehet kimutatni: dédapja, Thomas van Aken mint festő Nijmegenben tevékenykedett. A nagyapa, Jan van Aken 1426-ban érkezett Nijmegenből a feltörekvő városba, ’s-Hertogenboschba, amely a Brabanti Hercegség legnagyobb és Németalföld negyedik legnagyobb városa volt. Családja társadalmi felemelkedését megkoronázta, amikor 1462-ben közvetlenül a piactér mellett vásárolt egy kőből épült házat. Ide helyezte át a már korábban is működő festőműhelyét. Jan négy vagy öt fia, köztük Hieronymus apja, Anthonius van Aken, szintén festő volt. Anthoniusnak öt gyermeke volt: két lánya és három fia, Goeswinus vagy Goessen van Aken, Jan van Aken és a negyedik gyerek, Jheronimus van Aken (Hieronymus). A fiúk mind követték a családi hagyományt, és az apai műhelyben dolgoztak. Rajtuk kívül itt dolgozott még Goessen két fia, és ő mint legidősebb fiú, az apjuk halála után a műhelyt továbbvitte. Hieronymus a szülővárosáról nevezte el magát. A Bosch nevet valószínűleg azért vette fel, hogy megkülönböztessék bátyjától, Goessentől.

### Az a kevés, amit az életéről tudunk

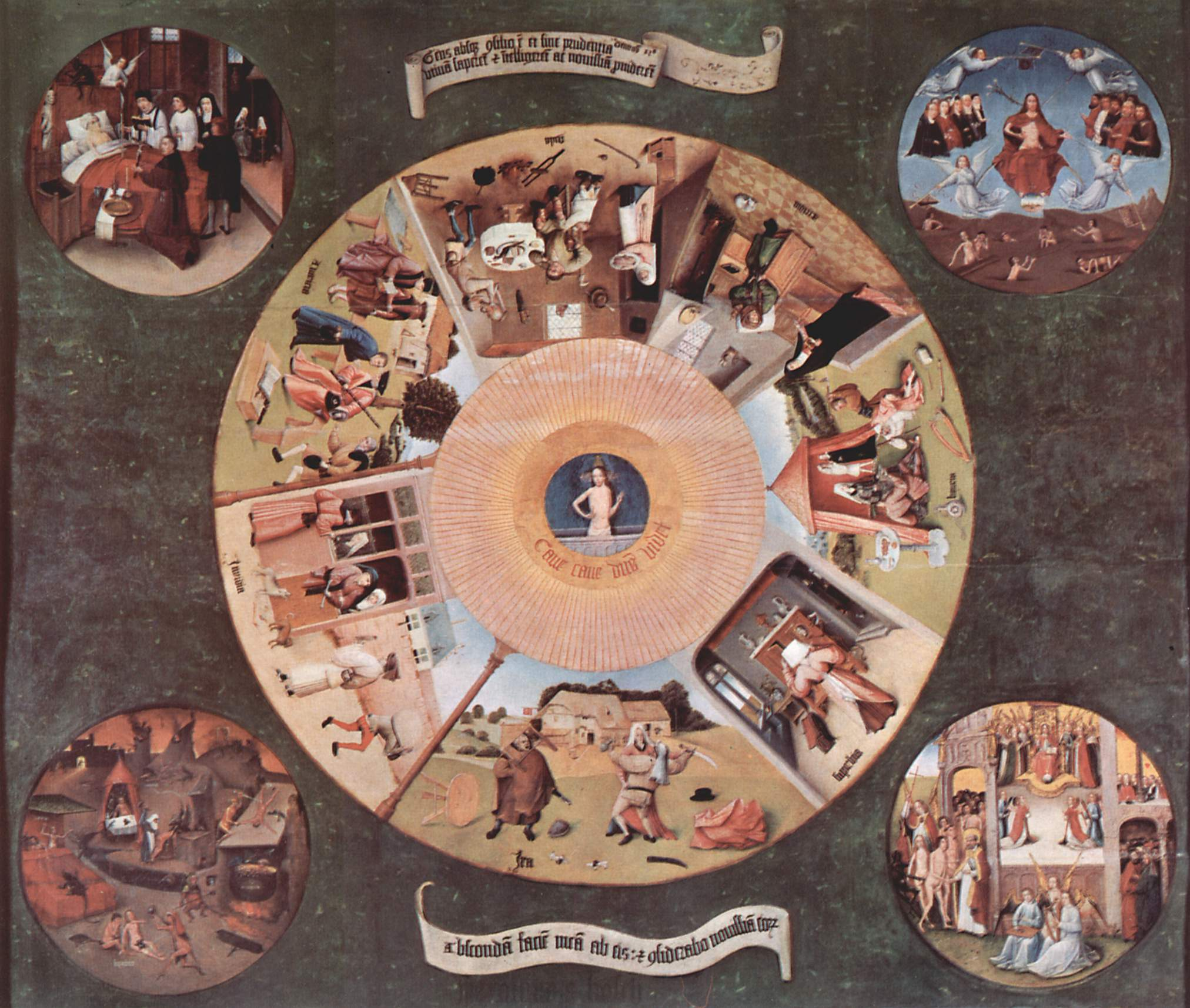
A hét főbűn (1480 körül). Valószínűleg Bosch legkorábbi műveinek egyike

Hieronymus Boscht először 1474-ben említik iratokban. 1481-ben Bosch feleségül vette az előkelő, nála majd húsz évvel idősebb patriciuslányt, Aleyt Goyaert van de Mervennét, aki házat, valamint vidéki birtokot hozott a házasságba. A hozomány nagyobb függetlenséghez segítette Boscht. A házasságból született gyermekekről nincs adat. Bosch 1486-ban csatlakozott az erősen vallásos Miasszonyunk testvérülethez, először mint kültag, majd 1488-tól mint a belső, elit társaság tagja (kb. hatvanan voltak). Ezek a felesküdött testvérek legtöbbször lelkészek, papok vagy patríciusok voltak. A Miasszonyunk testvérület tagja volt többek között Jó Fülöp, Habsburg Miksa és felesége, Burgundi Mária és Szép Fülöp is. A szervezet Németalföld papságának, nemességének és a városi előkelőségeknek legmagasabb köreivel ápolt kapcsolatokat. Politikai-társadalmi oldala mellett ugyanúgy volt vallásilag szabályozva, mint a dominikánusok rendje. Havonta egyszer találkoztak közös étkezéseken, hetente kétszer közös miséken, János- és Mária-napon, valamint más ünnepnapokon, többek között egyházi jellegű színielőadásokon és körmeneteken. Részt vállaltak a szegények istápolásában, az oktatásban, és támogatták a művészetet.

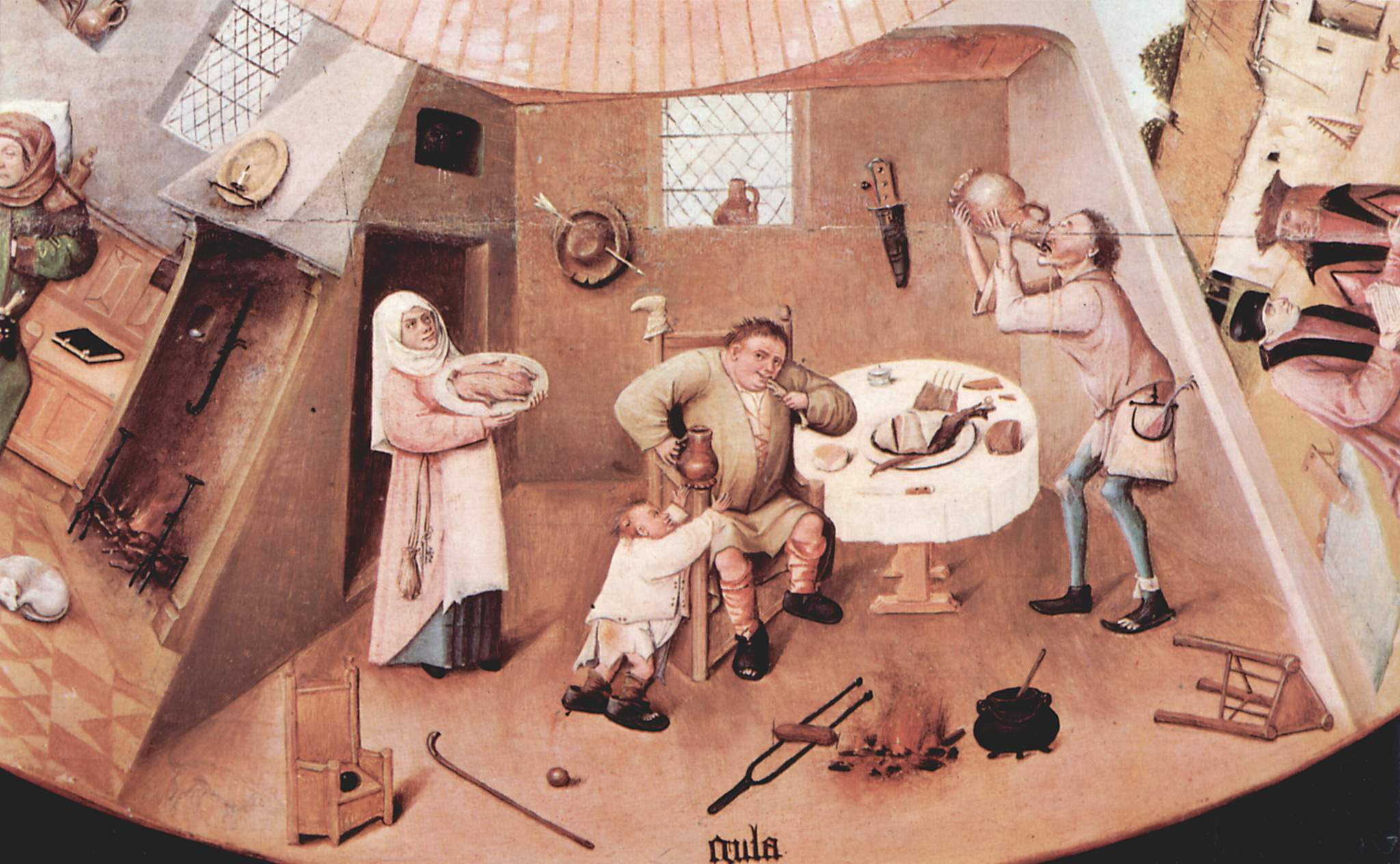
Részlet A hét főbűn című képről: Falánkság

A testvérek sorából és kapcsolataikon keresztül az udvarból kerültek ki Bosch megrendelői. A testvérület sokszor látta el megbízásokkal, és a csekély tiszteletdíjból érezhető, hogy ezek a munkák inkább felajánlásként készültek. Első ismert munkája is a szervezethez kapcsolódik: 1488–1492-ben festette a Szűz Mária-kápolna oltárának szárnyképeit. A testvérület mellett készített képeket a városi elitnek éppúgy, mint az arisztokráciának. Az első fennmaradt dokumentum, amely Boschként említi, a Szép Fülöp által megrendelt és azóta elveszett Utolsó ítélet című festményről kiállított bizonylat.
Hieronymus Boscht 1516. augusztus 9-én temették el. A halotti misét a Szent János-székesegyházban mondták a lelki üdvéért.

## Hieronymus Bosch világa

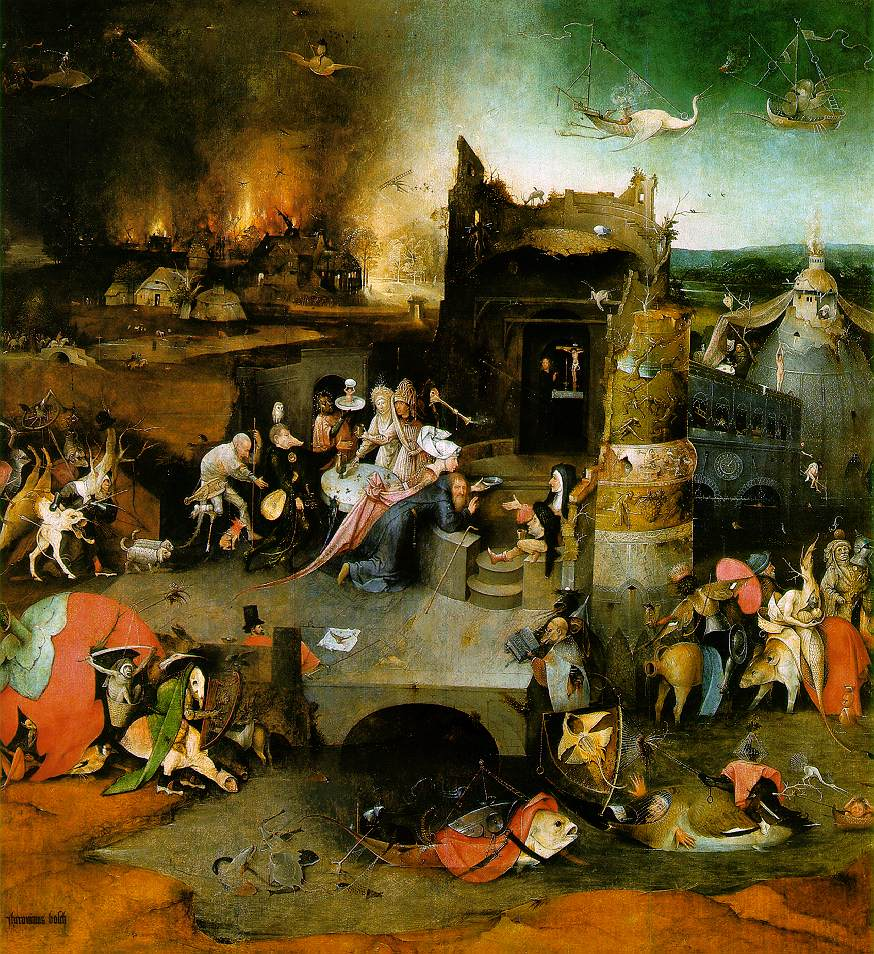
Részlet a Szent Antal megkísértése című triptichonból

Hieronymus Bosch a középkor alkonyán, a gazdasági nyitás, az uralkodói erőpolitika és a vallási, erkölcsi megújulás kihívásának korában élt a sokféle konfliktussal terhelt Németalföldön. Bár hazája gazdaságilag a kor egyik legfejlettebb vidéke volt, szellemileg elmaradott a déli országok kultúrájához képest. A harcvonalak teljes kuszaságban voltak: nemesek a nemesek ellen, céhek a nincstelenek ellen harcoltak, s emellett számos háború és felkelés is lezajlott 1464-től 1492-ig, ami rengeteg anyagi és véráldozatot követelt.
Hieronymus ezt a világot sok festményén kipellengérezte. Ez volt az európai kultúrának az a korszaka, amelyben a sátáni és egyéb mágikus erőkbe vetett hit erősen meghatározta a közhangulatot. 1484-ben VIII. Ince pápa kiadja Summis desiderantes kezdetű bulláját, többek között ezzel az eseménnyel megindult a boszorkányüldözés harmadik kiterjedt hulláma: Európa számos országában máglyahalállal végződő boszorkányperekre került sor. A boszorkányokat orgiákkal, emberáldozattal, feketemisék tartásával, minden elképzelhető perverzióval vádolták. Bosch is ábrázol a Szent Antal megkísértése című képén egy feketemisét. A klérus elvilágiasodása hatására különböző szervezetek és szekták is alakultak. A boszorkányüldözések kitöréséhez az is erősen hozzájárulhatott, hogy a reneszánszban feléledt az antik mágikus világkép számos eleme.  Viszont a reneszánsz által fedezték fel az európai művészetben újra a természetet.
De ez a kor az alkímia, a fehér és fekete mágia kora is, a híres boszorkánykenőcs kora, amely LSD-szerű hallucinogén hatás kifejtésére volt képes. Néhány művészettörténész feltételezi, hogy a Bosch képeinek szürrealizmusa kábítószer hatására vezethető vissza. Nemcsak a hitelét vesztett klérust, hanem korának minden ellentmondásos jelenségét megfestette különös hatású remekművein.

## Művészete

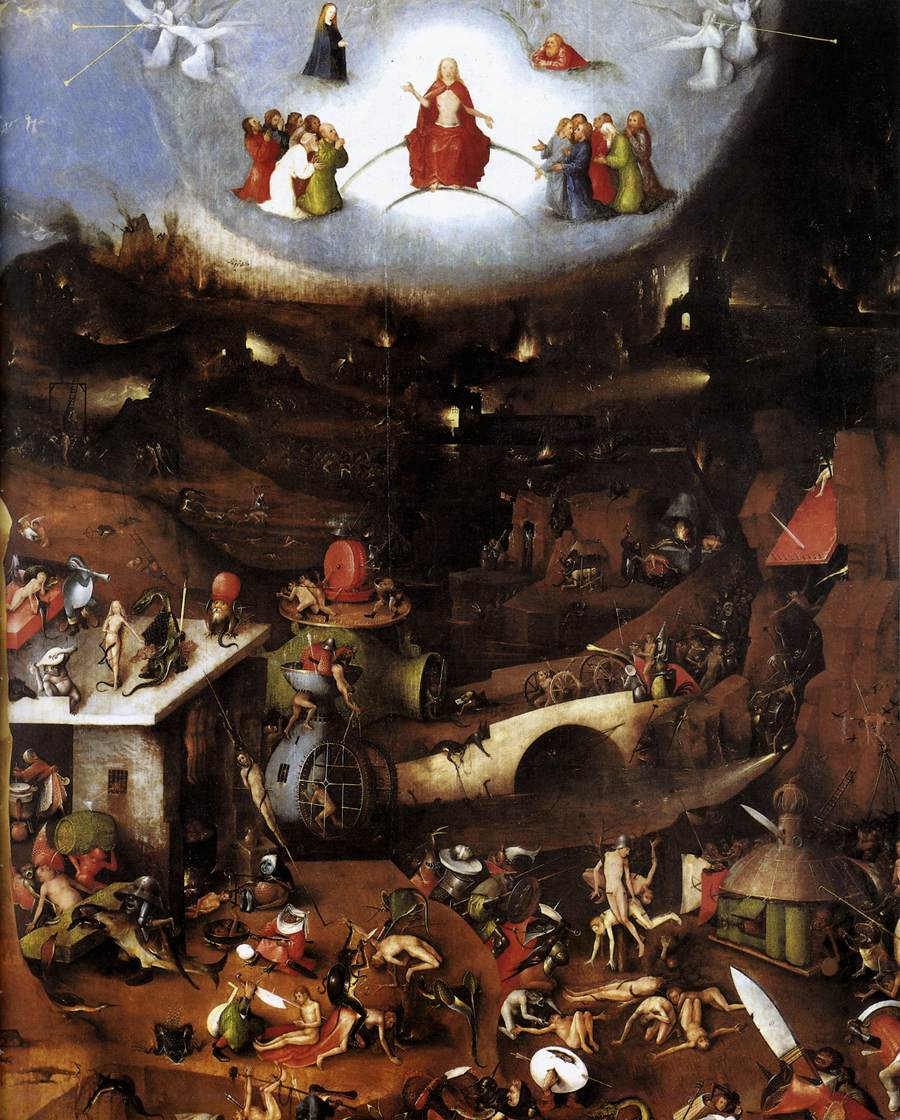
Az utolsó ítélet (triptichon, középső panel)

Bosch művészete minden művészettörténészt zavarba ejt. Mint ahogy életéről, úgy festményei keletkezésének körülményeiről is keveset tudunk. Jórészt ismeretlen műveinek sorrendisége éppúgy, mint ihlető forrása. Néhány festményének hitelessége még ma is kétséges, mindenesetre napjainkban húszra tehető a neki tulajdonított, hitelesnek elfogadott képek száma.
S'-Hertogenbosch egyik németalföldi központja volt a flamboyant stílusnak, melynek hatása Bosch műveiben tagadhatatlan, hiszen nyugtalansága a középkor végének zaklatott állapotát tükrözte. Valószínűleg hatással volt rá Karthauzi Szent Dénes, a neves teológus, aki szerint torz alakban is felfedezhető a szépség; Boschnál torzabb alakokat kevés festő festett. Festőelődjének tekinthető Geertgen tot Sint Jans, akinek művészetével az ellentétek kihangsúlyozására való törekvés rokonítja.
Művészetének kétféle értelmezése létezik a kutatók között. Az egyik szerint Bosch moralista, aki megrettent a saját vízióitól. A másik szerint egy tréfacsináló, akinek festészete korának szatirikus, humoros miniatúráiból táplálkozott. Maró kritikájú műveivel nemcsak a társadalom romlottságát ítélte el, hanem megmutatta, milyen könnyen válik a gyarló ember a gonosz martalékává; ez emeli művészetét magasabb erkölcsi szintre.
Festett vallásos tárgyú képeket a nagyközönség számára és zsánerképeket egyéni meditáció céljára, valamint ún. álomképeket az előkelő megrendelők részére. Ezeknek a képeknek egyetlen közös pontjuk van: az embert lealacsonyító eltévelyedéseket ostorozó magatartás, amely Bosch őszinte keresztény meggyőződéséből fakadt.

### Szimbólumok

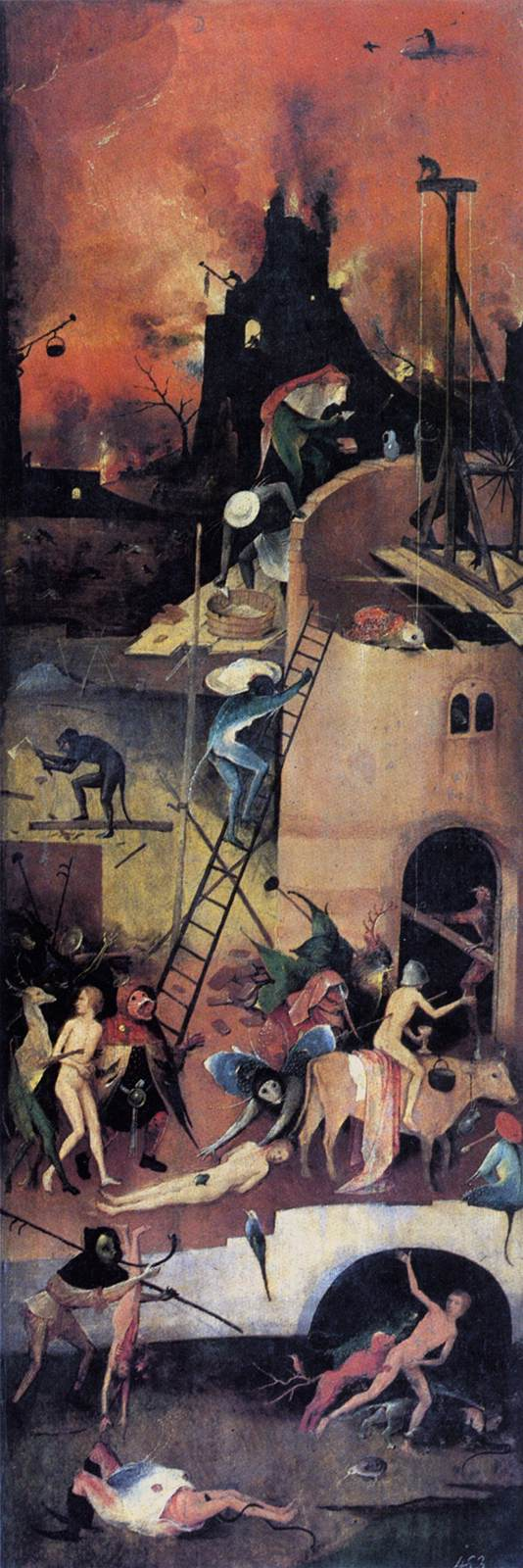
A Szénásszekér triptichon oldalszárnya: A pokol

Bosch képei tele vannak már megfejtett, megfejtésre váró és mai tudásunk szerint megfejthetetlen szimbólumokkal. Sok szimbólum megfejtéséhez az a vizsgálat vezetett el, amelyen elemezték a brabanti közmondásokat, beszédfordulatokat, de képei sokrétű jelentéstartamának megértéséhez nem mindig jutottak közelebb. A szimbólumok általában egy-egy emberi gyengeséget jelentenek, legtöbbször valamelyik halálos bűn (lustaság, bujaság, kevélység, harag, irigység, fösvénység, falánkság) ábrázolásai.
- A medve a „harag” halálos bűnét jelenti, de jelentheti a férfibujaságot is.
- A varangyos béka – amely legtöbbször egy szereplőn gubbaszt – „bujaság” (ha a nemi szerven gubbaszt, célzás a „bujaság”, ha a mellen vagy az arcon, akkor a  „kevélység” bűnére), de lehet a hitetlenség szimbóluma is.
- A fordított tölcsér a fejen: csalárdság.
- A „csontcipő” a gonosz emberről tanúskodik.
- A nyíl a gonoszságot jelképezi, ha egy férfi hátsó felében van, a romlottságot.
- A korsó a „bujaság” szimbóluma; általában egy bottal kombinálva alkalmazza.
- A duda és a lant szintén a „bujaságot” szimbolizálja.
- A hal a sátáni gonoszság jelképe.
- A bagoly az antik mitológiával ellentétben nem a bölcsesség szimbóluma. Bosch képein olyan szereplőkkel áll kapcsolatban, akik valamilyen alattomosságot eltitkolnak, vagy titokban a hét főbűn egyikének rabjai.
- A megfeneklett hajó a lezüllött egyház szimbóluma.
- A hattyú olykor pozitív jelentésű, Mária tisztaságát, szűziességét szimbolizálja, más képeken viszont épp az ellenkezőjét jelentheti.
- Az egyszarvú szintén több értelmű szimbólum: keresztényi szüzességet és férfipotenciát egyaránt jelent.
- A virágszedés (gyümölcsszedés) nemi érintkezést jelent.
- Az eper jelenheti a földi kéjt, a mohó élnivágyást, de lehet tisztán szexuális értelmű is.
- Kutyafejű alakok: Domonkos-rendi szerzetesek, akiket gyakran neveztek az „egyház kutyáinak”, és rendkívüli ellenszenv vette őket körül a boszorkányüldözésben játszott szerepük miatt.
- A szeder a testi élvezetek mulandóságát szimbolizálja, hasonló jelentéssel bír, mint a széna.

### Démonok és fantasztikus lények

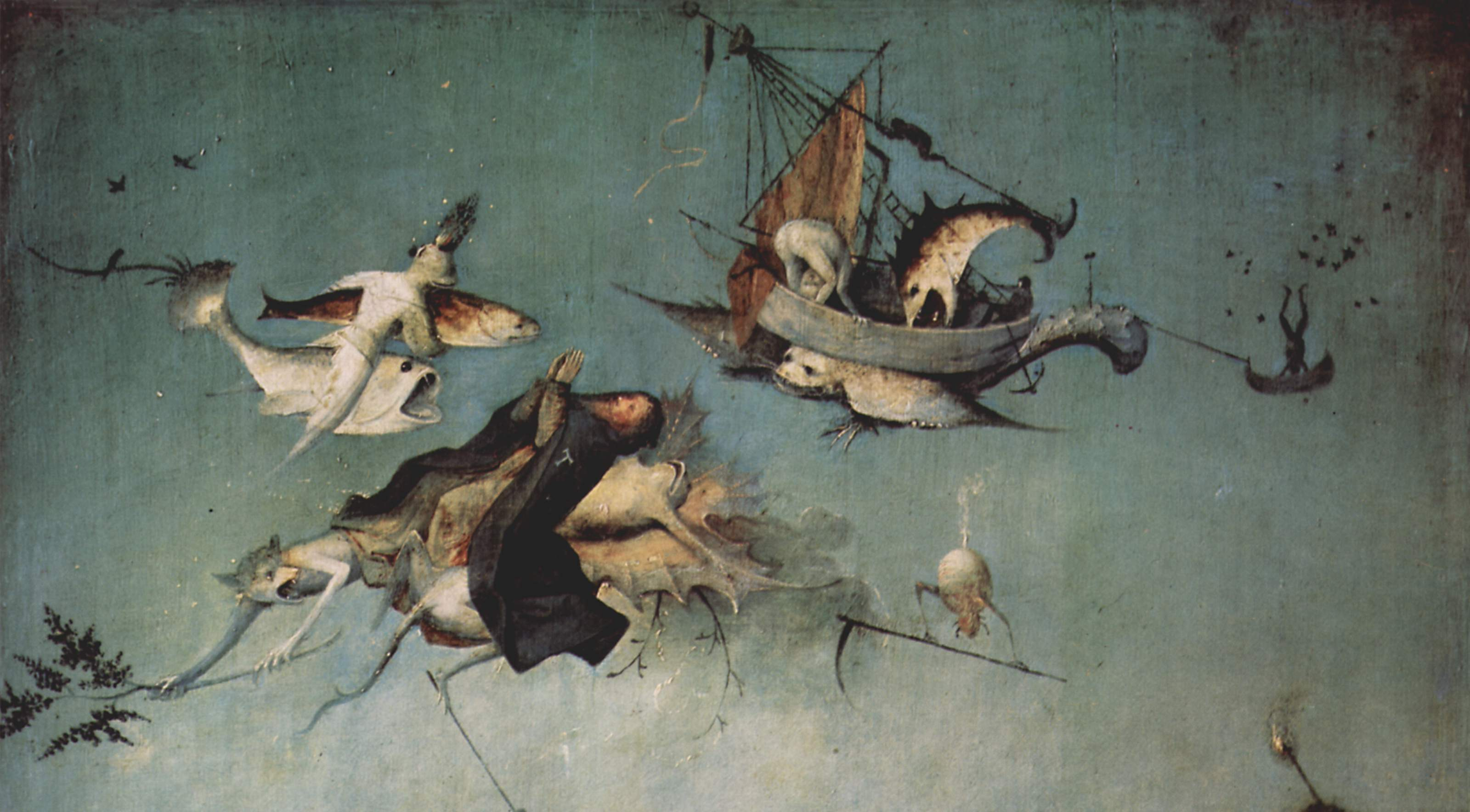
Részlet a Szent Antal megkísértése című triptichonból

Bosch sok képén ábrázolt egyszerre elbűvölő és elrémisztő, démoni figurákat és mesebeli lényeket, emberi testeket hal-, madár-, disznó- és ragadozófejjel. Festményeit gnómokkal és szörnyekkel népesítette be. E lényeknek  közös vonása, hogy a védtelen embereket kínozzák vagy kárhozatba viszik.
A mesebeli lények ábrázolása a középkorban nem volt szokatlan, hiszen sokszor előfordultak a bestiáriumokban. Ezek a könyvek Alexandriából/Egyiptomból származtak, s  mint népkönyv keletkeztek. A korai középkorban jutottak el Európába, ahol lefordították őket. A bestiáriumok valódi és képzeletbeli állatok leírását tartalmazták valóságos és vélt tulajdonságaikkal együtt. Erkölcsi és vallási felvilágosítás célját szolgálták, s emellett nagyon kedveltek voltak, hiszen az emberek ezekből a könyvekből ismerték meg a távoli kontinensek egzotikus állatvilágát. Mellettük megtalálták az egyszarvú és a sárkány ismertetését is.
Bosch ismerte és felhasználta a bestiáriumokban található fantasztikus lények ábrázolásait, ez látszik a festményein. Újra és újra feltűnnek művein az Európában ismert vagy egzotikus helyeken élő állatok. A létező állatok és a mesebeli alakok általa azonban félelmet keltő és izgalmas lényekké váltak, amelyek segítségével az emberi gonoszságot akarta kifejezni.

## Művészetének utóélete

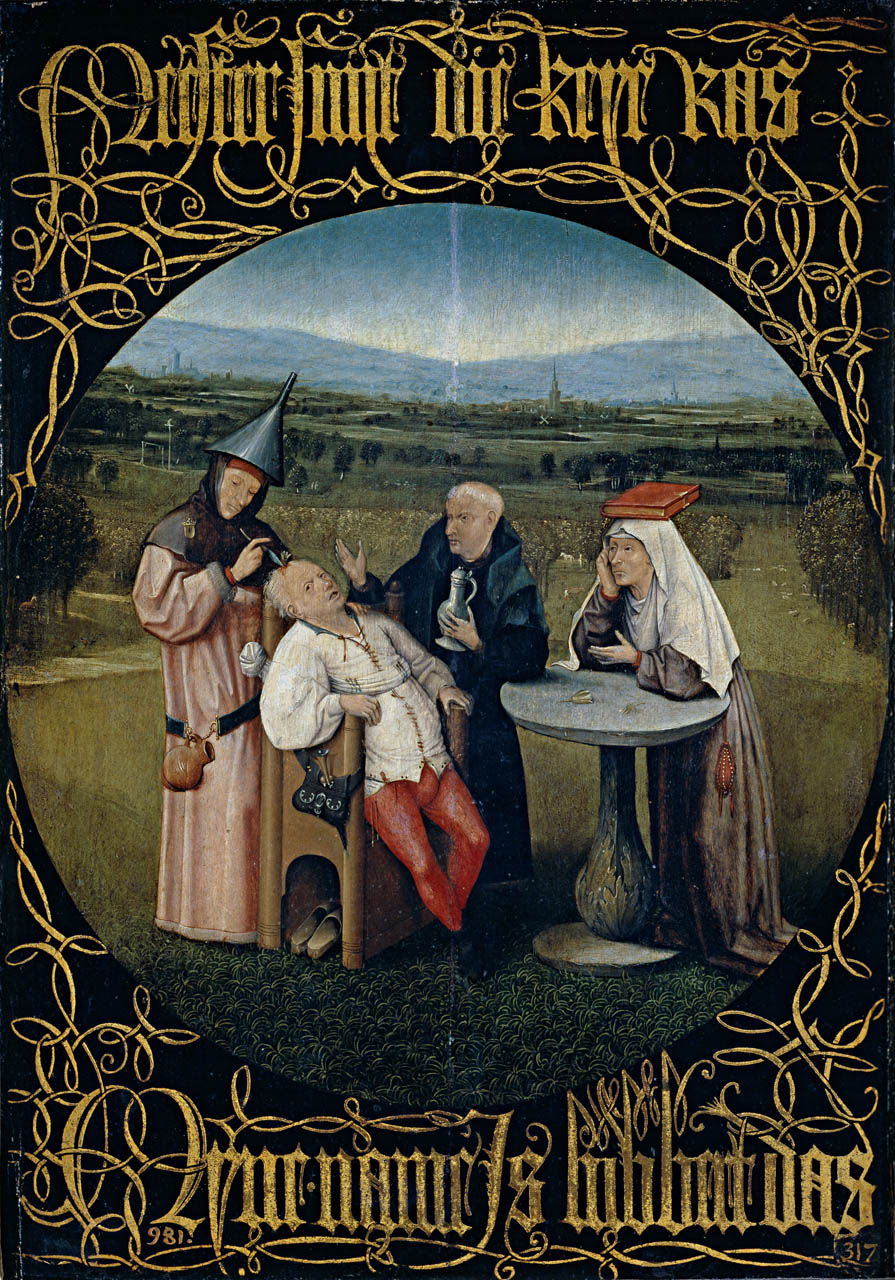
A kőoperáció (ismert A kőmetszés vagy A balgaság gyógyítása címen is). A sarlatán orvos fején ott a tölcsér

Bosch festményei a műértők körében a kezdetektől népszerűek voltak, s ezért a másolatok és a hamisítványok elterjedése miatt a korábban neki tulajdonított képek színvonala erősen egyenetlen volt. A legtehetségesebbnek tartott epigonok sem jutottak el a művészi lényeg megértéséig, így képeik csak Bosch életművének halvány lenyomatai; általában megelégedtek Bosch fantasztikus lényeinek másolásával.
Boscht néhány művészettörténész megpróbálta kapcsolatba hozni korának eretnek szektáival. Ennek élesen ellentmond az a tény, hogy műveinek legnagyobb gyűjtője a legkatolikusabb uralkodó, II. Fülöp spanyol király volt, aki a művész meglehetősen kis életművéből harminchat képet szerzett meg. A képek legtöbbje ma a madridi Pradóban látható. De más előkelő és kevésbé előkelő megrendelők, művészetpártolók is megpróbáltak szert tenni egy-egy Bosch-képre.
Művészetének első igazi követője id. Pieter Bruegel volt, akiben, bár teljesen különböző eszközöket alkalmazott, azonos erkölcsi igény élt; ő nem a fantasztikumot, hanem a morális összetevőket dolgozta ki. Dulle Griet című képén letagadhatatlan Bosch hatása, de más képein is találhatunk szó szerint értelmezett, a képi ábrázolás nyelvére lefordított szólásokat, közmondásokat.
A későbbi korokban elhalványult az őt körülvevő megbecsülés, és mint a homályos metamorfózisok festőjét tartották számon. A 19. században Johann Joahim Wincklemann szerint Bosch kifejezésmódja nélkülöz minden eleganciát. A 20. század elején a tudatalatti tanulmányozásának kezdete és a szürrealisták megjelenése kellett, hogy újra felfedezzék a késő középkor egyik egyedülálló művészét.
Anton Corbijn holland fotóművész az 1990-es évek elején Bosch figuráit felhasználva teremtette meg a Depeche Mode Songs of Faith and Devotion című albumának lenyűgöző képi világát.
Legéndy Jácint Menny és pokol című versét ajánlotta Bosch emlékének (Legéndy Jácint: Központi Zóna – Balassi Kiadó, Budapest, 2006).

## Híres művei

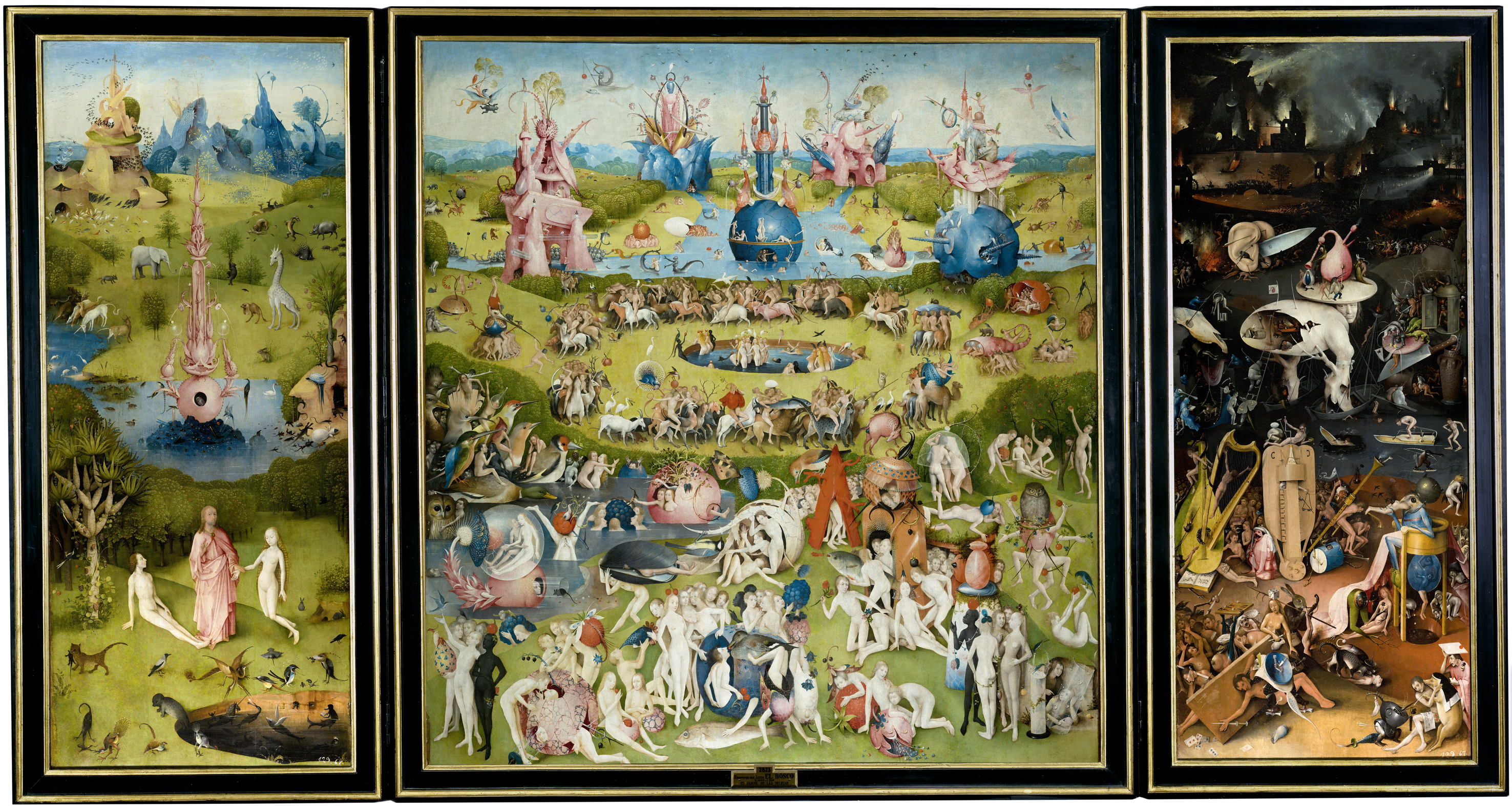
A gyönyörök kertje triptichon, Bosch legismertebb műve

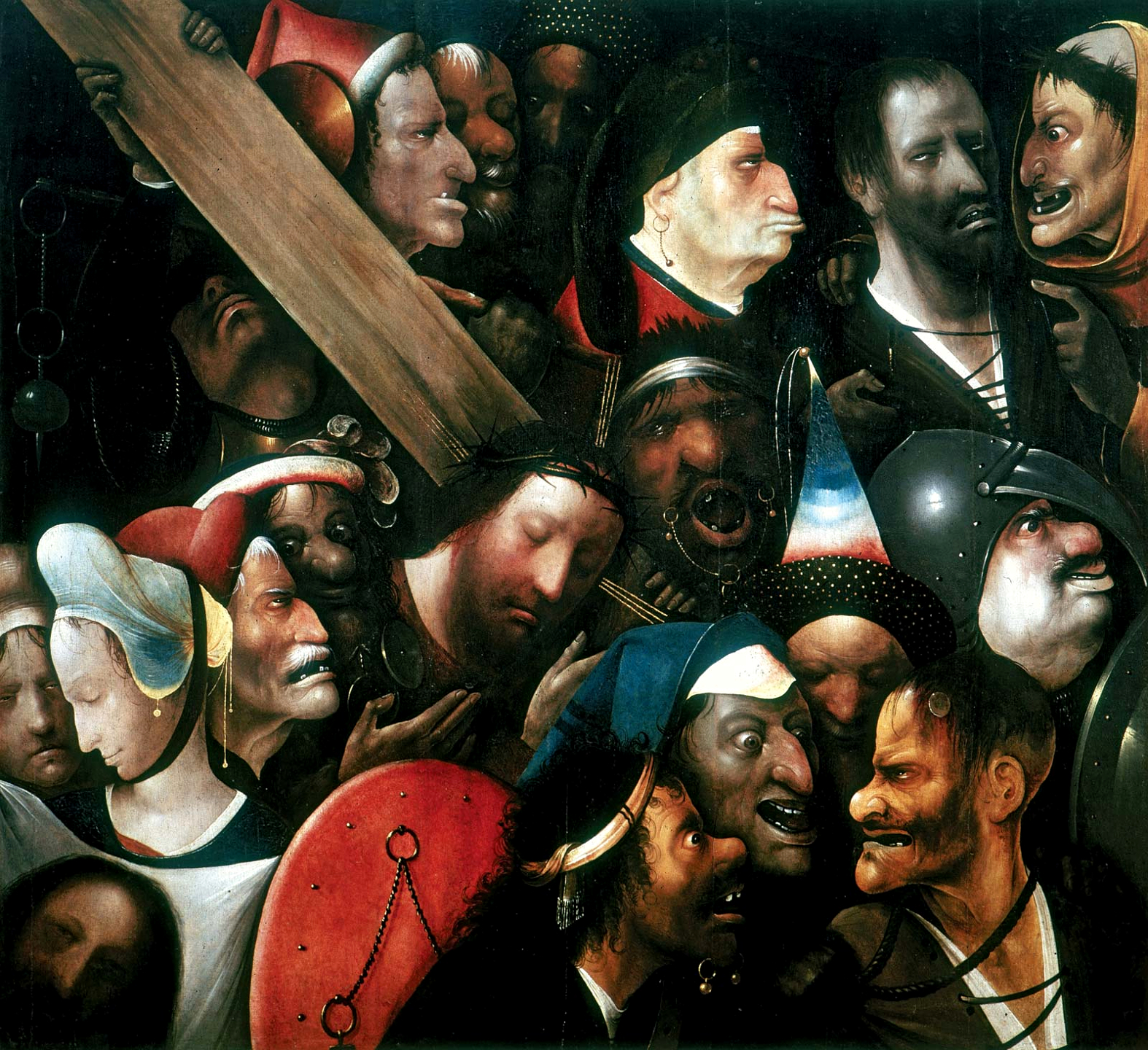
Keresztvitel,Escorial, Monasterio de San Lorenzo

- Ecce Homo, 1475–1480, Frankfurt am Main, Städelsches Kunstinstitut
- Bűvész, 1475–1480, Saint-Germain-en-Laye, Musée Municipal
- A tékozló fiú, 1475–1480, Madrid, Museo del Prado
- A hét főbűn, 1480 körül, Madrid, Museo del Prado
- Kőoperáció vagy A balgaság gyógyítása, 1475–1480, Madrid, Museo del Prado
- A keresztet vivő Krisztus, Bécs 1480 körül, Bécs, Bécsi Szépművészeti Múzeum
- Bolondok hajója, 1490–1500, Párizs, Louvre
- Keresztrefeszítés, 1480–1485, Brüsszel, Musées Royaux des Beaux-Arts
- Gyönyörök kertje, 1500 körül, Madrid, Museo del Prado
- A szénásszekér, 1500–1502, Madrid, Museo del Pardo
- Szent János Patmosz szigetén, 1504–1505, Berlin, Staatliche Museen
- Szent Antal megkísértése, 1505–1506, Lisszabon, Museu Nacional de Arte Antiga,
- Királyok imádása, 1510 körül Madrid, Museo del Prado
- Töviskoronázás, –, London, National Gallery
- Keresztvitel, –, Escorial, Monasterio de San Lorenzo,
- Utolsó ítélet, –, Bécs, Akademie der bildenden Künste Wien
- A lélek mennybe jutása, –, Velence, Palazzo Ducale

## Fordítás
- Ez a szócikk részben vagy egészben  a   Hieronymus Bosch című német Wikipédia-szócikk ezen változatának fordításán alapul.  Az eredeti cikk szerkesztőit annak laptörténete sorolja fel. Ez a jelzés csupán a megfogalmazás eredetét és a szerzői jogokat jelzi, nem szolgál a cikkben szereplő információk forrásmegjelöléseként.